# Lippstadt Challenger 1998
Il Lippstadt Challenger 1998 è stato un torneo di tennis facente parte della categoria ATP Challenger Series nell'ambito dell'ATP Challenger Series 1998. Il montepremi del torneo era di $25 000 e si è svolto nella settimana tra il 2 e l'8 febbraio 1998 su campi indoor in sintetico. Il torneo si è giocato a Lippstadt, in Germania.

## Vincitori

### Singolare
Dirk Dier ha sconfitto in finale  Marzio Martelli con il punteggio di 7–6, 4-3 ritiro.

### Doppio
Andrew Richardson /  Myles Wakefield hanno sconfitto in finale  Raemon Sluiter /  Peter Wessels con il punteggio di 4–6, 7–6, 6–4.